# ليز فغيلدستاد
ليز فغيلدستاد (بالنرويجية البوكمول: Lise Fjeldstad)‏ هي ممثلة نرويجية، ولدت في 17 يونيو 1939 في أوسلو في النرويج. من الجوائز التي نالتها جائزة هيرمان وايلدنفي للشعر ‏ سنة 2006 سنة 2008.

## جوائز
- جائزة هيرمان وايلدنفي للشعر [الإنجليزية]‏ (2006)
- Oslo City Culture Award [الإنجليزية]‏ (2008)

## وصلات خارجية
- ليز فغيلدستاد على موقع IMDb (الإنجليزية)
- ليز فغيلدستاد على موقع ميوزك برينز (الإنجليزية)
- ليز فغيلدستاد على موقع قاعدة بيانات الأفلام السويدية (السويدية)
- ليز فغيلدستاد على موقع قاعدة بيانات الفيلم (الإنجليزية)